# Eustrophus yunnanensis
Eustrophus yunnanensis es una especie de coleóptero de la familia Tetratomidae.

## Distribución geográfica
Habita en Yunnan (China).